# Hwang Hun-hee
Đây là một tên người Triều Tiên, họ là Hwang.
Hwang Hun-Hee  (tiếng Hàn: 황훈희; 6 tháng 4 năm 1987) là một tiền đạo bóng đá Hàn Quốc hiện tại thi đấu cho Chungju Hummel.

## Sự nghiệp
Anh là thành viên của Đại hội Thể thao Sinh viên Thế giới Mùa hè 2009 ở Belgrade. Năm 2009, Hun-Hee bắt đầu sự nghiệp bóng đá ở câu lạc bộ tại Giải bóng đá ngoại hạng Ukraina FC Metalurh Zaporizhya. Anh có màn ra mắt cho Metalurh Zaporizhya ngày 9 tháng 8 năm 2009 trước Vorskla Poltava sau khi vào sân từ ghế dự bị ở phút thứ 63.
Hwang không thuộc một câu lạc bộ nào trong 1 năm sau khi Zaporizhya loại anh vào tháng 1 năm 2010. Anh là cầu thủ thứ hai tuyển bởi Daejeon Citizen trong đợt tuyển quân K League 2011.